# Eupithecia scelestata
Eupithecia scelestata là một loài bướm đêm trong họ Geometridae.